# Ассоциированный профессор
Ассоциированный профессор (англ. associate professor; часто оба слова пишутся с заглавной буквы: англ. Associate Professor) — научно-преподавательская должность (звание) в некоторых, преимущественно англоязычных, странах, сопоставимая с должностью (званием) доцента в образовательной системе России.
В большинстве стран за пределами бывшего СССР приём человека на какую-либо академическую должность означает наделение его одноимённым званием на период трудовых отношений (то есть «должность» и «звание» являются синонимами), а в российских традициях существует отдельная процедура получения учёного звания (возможная через какое-то время после вступления в должность). Ни должности, ни звания ассоциированного профессора в РФ нет, хотя российские доценты иногда переводят наименование своей должности (звания) на английский подобным образом.

## Терминология
Понятие «ассоциированный профессор» имеет два основных значения.
В североамериканской системе, используемой в США и многих других странах, это должность, ранжируемая между ассистент-профессором и полным профессором. В такой системе звание ассоциированного профессора обычно является первым повышением, производимым после получения должности преподавателя, а в Соединённых Штатах она обычно связана с получением постоянного контракта.
В некоторых странах системы Содружества звание ассоциированного профессора традиционно используется вместо звания преподавателя (англ. Reader). Как и звание преподавателя, оно находится выше звания старшего лектора — что соответствует ассоциированному профессору в североамериканской системе — и в целом эквивалентно североамериканскому полному профессору, поскольку звание полного профессора в системе Содружества носит куда меньшее число людей. В этой системе звание ассоциированного профессора обычно является вторым или третьим повышением, производимым после получения академической должности. Получающие это звание, как правило, уже являются постоянными сотрудниками, имея предыдущие звания лектора и старшего лектора. Традиционно британские университеты использовали звание «преподаватель», в то время как в Австралии и Новой Зеландии, Южной Африке, Индии, Малайзии и Ирландии в рамках британской системы рангов используется звание «ассоциированный профессор, исполняющий обязанности преподавателя» (англ. Associate professor in place of reader). С недавнего времени некоторые университеты в странах Содружества приняли североамериканскую систему рангов.

## Сравнение
В таблице представлен обзор основных традиционных систем, но есть университеты, которые используют комбинацию этих систем или других названий. Некоторые университеты в странах Содружества также полностью приняли североамериканскую систему вместо системы Содружества.
| Североамериканская система                                                                     | Система Содружества | Французская система |
| ---------------------------------------------------------------------------------------------- | --- | --- |
| (Полный) Профессор (верхняя половина, включая выдающихся профессоров или эквивалентные звания) | Профессор (в университетах Содружества полных профессоров примерно вдвое меньше, чем в университетах США)                                                                                            | Professeur des Universités (PR) Directeur d'études (école des chartes, école des hautes études en Sciences sociales… Astronome (Парижская обсерватория) Physicien (Парижский институт физики Земли) Professeur des Universités-Praticien Hospitalier (учебные госпитали) |
| (Полный) Профессор (нижняя половина)                                                           | Преподаватель или старший лектор (англ. Principal Lecturer) (в основном в Великобритании, большинстве стран Содружества и Ирландии), ассоциированный профессор (в некоторых учреждениях в Австралии) | Professeur des Universités (PR) Directeur d'études (école des chartes, école des hautes études en Sciences sociales… Astronome (Парижская обсерватория) Physicien (Парижский институт физики Земли) Professeur des Universités-Praticien Hospitalier (учебные госпитали) |
| Ассоциированный профессор (обычно первая постоянная должность)                                 | Старший лектор | Maître de conférences (MCF) Astronome-adjoint (Парижская обсерватория) Physicien-adjoint (Парижский институт физики Земли) Maître de conférences-praticien Hospitalier Maître-assistant (Architectural and Agricultural Science Schools, institut Mines-Télécom…)        |
| Ассистент-профессор (обычно должность начального уровня)                                       | Лектор (обычно первая постоянная должность) | Attaché temporaire d’enseignement et de recherche (ATER) Assistant (сельскохозяйственные и ветеринарные институты) Assistant hospitalo-universitaire (учебный госпиталь) Chef de clinique des universités-assistant des hôpitaux (учебный госпиталь)                     |
| Нет                                                                                            | Ассоциированный лектор (обычно должность начального уровня) | |